# Vemån
Der Vemån (auch Veman) ist ein 70 Kilometer langer schwedischer Fluss in Härjedalen. 
Er gehört zum Gewässersystem des Ljusnan. 
Der Vemån entsteht südlich von Vemdalen aus den weiter nördlich entspringenden Quellflüssen Norr-Vemån und Sör-Vemån und mündet in den Svegssjön. 